# Stenopterygius
Stenopterygius var ett släkte ichthyosaurier som levde under början och mitten av jura. Fossil av Stenopterygius har påträffats i England, Frankrike, Luxemburg och Tyskland. Arter av Stenopterygius kunde bli 13 meter långa. De hade smala fenor med fem tåben.
Ungefär 15 arter är godkända.